# Jan Michael Horstmann
Jan Michael Horstmann (* 1968 in Frankfurt am Main) ist ein deutscher Dirigent, Cembalist, Pianist, Moderator, Regisseur und Chansonnier.

## Leben und Wirken
Jan Michael Horstmann absolvierte sein Dirigierstudium an der Hochschule für Musik und Theater Hamburg bei Klauspeter Seibel und wurde noch vor dem Abschluss des Studiums als Kapellmeister an die Wuppertaler Bühnen verpflichtet. Von 1996 bis 2004 war er stellvertretender Generalmusikdirektor am Theater Magdeburg. Von März 2004 bis Juli 2013 war Horstmann Generalmusikdirektor des Mittelsächsischen Theaters und künstlerischer Leiter der Mittelsächsischen Philharmonie, von August 2012 bis Juli 2017 Operndirektor der Landesbühnen Sachsen, ab Sommer 2013 verbunden mit der musikalischen Gesamtleitung. Seit September 2019 ist er Chefdirigent der Mitteldeutschen Kammerphilharmonie in Schönebeck an der Elbe.
Horstmann arbeitet seit 1992 als Dirigent für das Tanztheater Pina Bausch. Als Gastdirigent trat er mit dem Orchester der Beethovenhalle (Bonn), dem Philharmonischen Staatsorchester Kassel, den Hamburger Symphonikern und der Dresdner Philharmonie auf. Gastspiele führten ihn ans Teatro Real Madrid, das Edinburgh International Festival (Scottish Chamber Orchestra), das Holland Festival (Radio Chamber Orchestra Hilversum), zum Tokyo City Philharmonic Orchestra, ans Theatro Municipal do Rio de Janeiro und das Teatro Nacional Claudio Santoro in Brasília.